# SherryBaby
SherryBaby is een Amerikaanse dramafilm uit 2006 onder regie van Laurie Collyer, die het verhaal zelf schreef. Maggie Gyllenhaal werd voor haar hoofdrol genomineerd voor een Golden Globe (die uiteindelijk naar Meryl Streep ging, voor The Devil Wears Prada). Zeven andere filmprijzen gingen wel naar Sherrybaby.

## Verhaal
Sherry Swanson (Gyllenhaal) komt voorwaardelijk vrij na drie jaar gevangenisstraf wegens diefstal, om haar drugsverslaving van te betalen. In opsluiting is ze gedwongen afgekickt en ze dient drugsvrij te blijven, omdat ze anders weer opgesloten wordt. Bovendien moet ze werk zoeken en mag ze de staatsgrenzen niet overschrijden tijdens haar proeftijd. Swanson heeft geen problemen met deze voorwaarden. Ze staat te popelen om na drie jaar haar dochtertje Alexis (Ryan Simpkins) weer te zien en is vastbesloten ditmaal een goede moeder voor haar te worden.
Swanson begeeft zich naar haar broer Bobby (Brad William Henke), die samen met zijn vrouw Lynette (Bridget Barkan) de afgelopen jaren voor Alexis heeft gezorgd. Deze laatste is vanaf het eerste moment erg verdacht op Swanson en is er niet erg happig op om de relatie tussen haar en haar dochter hersteld te zien worden. Na verloop van tijd wordt dit hoe langer hoe erger en de bom barst wanneer Alexis aan Swanson vertelt dat ze haar van Lynette 'Sherry' moet noemen, in plaats van 'mama'.
Na een handgemeen tussen Swanson en Lynette zet Bobby zijn zus af bij een hotel en geeft haar geld om te overnachten. Vanaf daar wordt haar het contact met haar dochter steeds verder bemoeilijkt, waardoor Swanson steeds meer moeite krijgt om de verleidingen van drank en drugs te weerstaan. Aan haar passieve vader Bob Swanson Sr. (Sam Bottoms) heeft ze weinig en haar enige echte vriend lijkt Dean Walker (Danny Trejo) te zijn, van de hulpgroep voor ex-verslaafden. Ondertussen houdt reclasseringsbeambte Hernandez (Giancarlo Esposito) Swanson streng in de gaten.

## Rolverdeling
- Maggie Gyllenhaal - Sherry Swanson
- Brad William Henke - Bobby Swanson
- Sam Bottoms - Bob Swanson Sr.
- Danny Trejo - Dean Walker
- Sandra Rodríguez - Desi
- Anna Simpson - Sabrina
- Rio Hackford - Andy Kelly
- Michelle Hurst - Dorothy Washington
- Caroline Clay - reclasseringsbeambte Murphy
- Stephen Peabody - arbeidsconsulent Monroe
- Bridget Barkan - Lynette Swanson
- Kate Burton - Marcia Swanson
- Ryan Simpkins - Alexis Parks

## Prijzen
- Karlovy Vary International Film Festival (Tsjechië) - beste actrice (Gyllenhaal), Crystal Globe (Collyer)
- Milan International Film Festival (Italië) - beste actrice (Gyllenhaal)
- Prism Awards - beste filmrol (Gyllenhaal), beste film in gelimiteerde uitgave
- Stockholm Film Festival (Zweden) - beste actrice (Gyllenhaal), Bronzen Paard (Collyer)